# Petri Oravainen
Petri Oravainen (Helsinki, 26 januari 1983) is een Finse voetballer. Hij speelt als vleugelspeler bij Kuopio PS, en kwam eerder onder meer uit voor FC Zwolle.

## Carrière
| Seizoen        | Club              | Land      | Competitie     | Wed. | Goals |
| -------------- | ----------------- | --------- | -------------- | ---- | ----- |
| 2001           | HJK Helsinki      | Finland   | Veikkausliiga  | 5    | 0     |
| 2002           | HJK Helsinki      | Finland   | Veikkausliiga  | 24   | 4     |
| 2003           | HJK Helsinki      | Finland   | Veikkausliiga  | 10   | 1     |
| 2004           | HJK Helsinki      | Finland   | Veikkausliiga  | 26   | 7     |
| 2005           | HJK Helsinki      | Finland   | Veikkausliiga  | 21   | 3     |
| 2006           | HJK Helsinki      | Finland   | Veikkausliiga  | 12   | 2     |
| 2006/07        | FC Zwolle         | Nederland | Eerste divisie | 12   | 4     |
| 2007/08        | FC Zwolle         | Nederland | Eerste divisie | 12   | 0     |
| 2008           | HJK Helsinki      | Finland   | Veikkausliiga  | 20   | 4     |
| 2009           | HJK Helsinki      | Finland   | Veikkausliiga  | 15   | 0     |
| 2009           | Klubi-04 Helsinki | Finland   | Ykkönen        | 3    | 2     |
| 2010           | Kuopio PS         | Finland   | Veikkausliiga  | 8    | 1     |
| Totaal         | Totaal            | Totaal    | Totaal         | 168  | 28    |
| Bijgewerkt tot | 22 juni 2010      |           |                |      |       |

## Erelijst
HJK Helsinki
- Suomen Cup

2003, 2006, 2008